# Штајнбах ам Валд
Штајнбах ам Валд (њем. Steinbach am Wald) општина је у њемачкој савезној држави Баварска. Једно је од 18 општинских средишта округа Кронах. Према процјени из 2010. у општини је живјело 3.459 становника. Посједује регионалну шифру (AGS) 9476175.

## Географски и демографски подаци
Штајнбах ам Валд се налази у савезној држави Баварска у округу Кронах. Општина се налази на надморској висини од 584 метра. Површина општине износи 36,1 km². У самом мјесту је, према процјени из 2010. године, живјело 3.459 становника. Просјечна густина становништва износи 96 становника/km².